# Championnats d'Europe de nage en eau libre 2025
Navigation
2016
La 8e édition des Championnats d'Europe de nage en eau libre se déroule du 28 au 31 mai 2025 à Stari Grad en Croatie.

## Podiums
| Épreuves         | Or                                                                                 | Or         | Argent                                                                                    | Argent     | Bronze                                                                      | Bronze     |
| Femmes           | Femmes                                                                             | Femmes     | Femmes                                                                                    | Femmes     | Femmes                                                                      | Femmes     |
| ---------------- | ---------------------------------------------------------------------------------- | ---------- | ----------------------------------------------------------------------------------------- | ---------- | --------------------------------------------------------------------------- | ---------- |
| 3 km élimination | Bettina Fábián (HUN)                                                               | 5:19,83    | Paula Otero Fernández (ESP)                                                               | 5:23,83    | Lea Boy (GER)                                                               | 5:25,22    |
| 5 km             | Ginevra Taddeucci (ITA)                                                            | 59:51,95   | Viktória Mihályvári (HUN)                                                                 | 59:53,94   | María de Valdés (ESP)                                                       | 59:55,03   |
| 10 km            | Viktória Mihályvári (HUN)                                                          | 1:57:27,54 | Ginevra Taddeucci (ITA)                                                                   | 1:57:30,35 | Lea Boy (GER)                                                               | 1:57:34,38 |
| Hommes           |                                                                                    |            |                                                                                           |            |                                                                             |            |
| 3 km élimination | Kristóf Rasovszky (HUN)                                                            | 5:04,04    | Logan Fontaine (FRA)                                                                      | 5:04,66    | Dávid Betlehem (HUN)                                                        | 5:05,20    |
| 5 km             | Gregorio Paltrinieri (ITA)                                                         | 52:05,79   | Dávid Betlehem (HUN)                                                                      | 52:08,27   | Kristóf Rasovszky (HUN)                                                     | 52:13,57   |
| 10 km            | Kristóf Rasovszky (HUN)                                                            | 1:47:23,68 | Logan Fontaine (FRA)                                                                      | 1:47:26,05 | Marc-Antoine Olivier (FRA)                                                  | 1:47:26,18 |
| Mixte            |                                                                                    |            |                                                                                           |            |                                                                             |            |
| 5 km par équipes | Hongrie- Viktória Mihályvári - Bettina Fábián - Dávid Betlehem - Kristóf Rasovszky | 1:03:39,45 | Italie- Giulia Gabbrielleschi - Ginevra Taddeucci - Marcello Guidi - Gregorio Paltrinieri | 1:03:41,39 | France- Clémence Coccordano - Inès Delacroix - Sacha Velly - Logan Fontaine | 1:03:41,72 |

## Tableau des médailles
| Rang  | Nation    | Or | Argent | Bronze | Total |
| ----- | --------- | -- | ------ | ------ | ----- |
| 1     | Hongrie   | 5  | 2      | 2      | 9     |
| 2     | Italie    | 2  | 2      | 0      | 4     |
| 3     | France    | 0  | 2      | 2      | 4     |
| 4     | Espagne   | 0  | 1      | 1      | 2     |
| 5     | Allemagne | 0  | 0      | 2      | 2     |
| Total | Total     | 7  | 7      | 7      | 21    |